# Bresje (Jagodina)
Pour les articles homonymes, voir Bresje.
Bresje (en serbe cyrillique : Бресје) est un village de Serbie situé sur le territoire de la ville de Jagodina, district de Pomoravlje. Au recensement de 2011, il comptait 650 habitants.
Bresje est situé sur les bords du Lugomir, un affluent de la Velika Morava.

## Démographie
| 1948 | 1953 | 1961 | 1971 | 1981 | 1991 | 2002 | 2011 |
| ---- | ---- | ---- | ---- | ---- | ---- | ---- | ---- |
| 486  | 427  | 571  | 715  | 735  | 695  | 656  | 650  |

|  |